# Теннисная ассоциация Израиля
Теннисная ассоциация Израиля (ITA; иврит: איגוד הטניס בישראל), основанная в 1950 году, является национальным руководящим органом в области тенниса в Израиле. ITA регулирует организацию израильских теннисных лиг и турниров, участие Израиля в Кубке Дэвиса и участие Израиля в теннисных турнирах за рубежом.

## 1980–88: председатель Харник I.
Дэвид «Деди» Харник был председателем с 1980 по 1988 год.

## 1988–90
Колли Фридштейн, также исполнительный директор Израильских теннисных центров, и один из основателей кибуца Шоваль в Негеве, стал председателем ITA в 1988 году на 2-летний период.

## 1990: председатель Харник II
В октябре 1990 года Харник был переизбран председателем ITA и занимал эту должность много лет.

## 1996: Мансдорфский спор
В начале 1996 года Амос Мансдорф поссорился с ITA, когда обвинил её в бесхозяйственности, предположив, что она работает «по-любительски».

## 2005: Спор с игроками Кубка Дэвиса
В 2005 году, на этапе разногласий между игроками Кубка Дэвиса Израиля и ITA, Эяль Ран стал капитаном "Кубка Дэвиса Израиля". Ран поговорил с игроками и ассоциацией и уладил кризис.

## 2006: Возвращение профессионального тенниса в Израиль
ITA объявила о возвращении профессионального тенниса в Израиль в 2006 году; турнир WTA высокого уровня Anda Open для лучших женщин-игроков с призовым фондом более 140 000 долларов США (643 000 шекелей). Это событие должно было стать первым профессиональным теннисом мирового уровня в Израиле с тех пор, как за несколько лет до этого был отменен мужской теннисный турнир в Рамат-Гане.
Но ITA отменила турнир в августе 2006 года, сославшись на нестабильную ситуацию с безопасностью в регионе. ITA заявила, что решение отменить мероприятие было принято после того, как генеральный директор Sony Ericsson WTA Tour Ларри Скотт написал им, что в данных обстоятельствах мероприятие не может быть проведено. Турнир 2007 года остался в календаре.

## 2008: Рекордная выручка

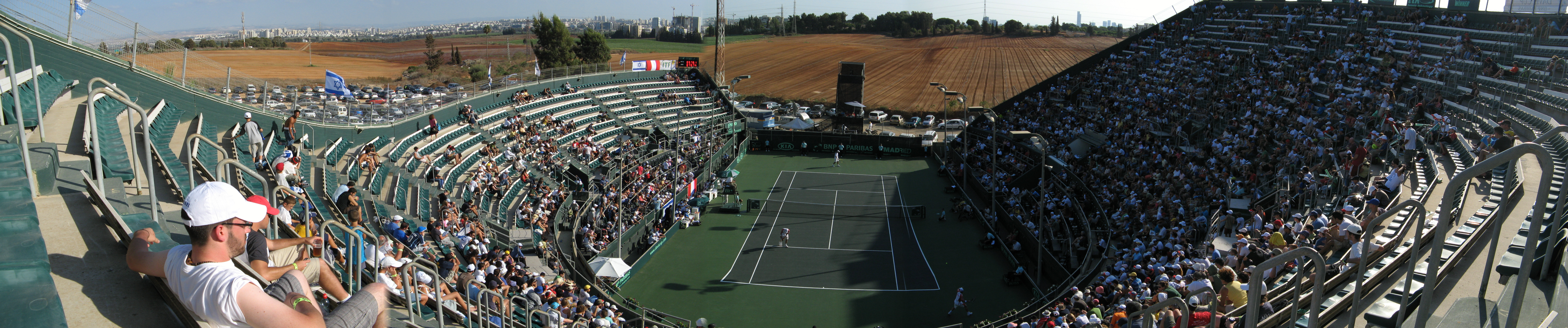
Стадион Канада в Рамат-ха-Шароне; 2008 г.

В матче Кубка Дэвиса 2008 года в Израиле против Перу выручка в размере 600 000 шекелей сделала этот сезон рекордным для ITA, в общей сложности заработано 10,5 миллионов шекелей, что на 75% больше, чем в 2006 году. Скачок доходов был обусловлен успехом женских и мужских команд, которые были переведены в мировую группу из 16 команд и позволили ITA привлечь спонсоров и увеличить гонорары от Международной федерации тенниса (ITF). Основная часть доходов от матчей в Перу пришлась на продажу билетов. ITA продала все билеты по единой сделке билетному агентству Leaan за 350 000 шекелей.
В то же время израильская газета Гаарец привлекла ITA и Израильский теннисный центр к ответственности за ссоры друг с другом в ущерб развитию израильского тенниса.

## 2008: Олимпиада
В 2008 году лучший израильский игрок в одиночном разряде Дуди Села был очень зол на Израильский Олимпийский комитет и ITA, которые решили не отправлять его на Олимпийские игры в Пекин. «Меня бесит, что я не участвую в Олимпийских играх», — сказал Села. «Все, кто попал в топ-100, будут там, кроме меня. В прошлом некоторые игроки, входившие в топ-100, даже брали золотые медали. Но для Израиля одного места в первой сотне недостаточно. Ни разу со времен бывшего израильского теннисиста Амоса Мансдорфа Израиль не был на высшем уровне Кубка Дэвиса, и я перенёс нас туда. После такого достижения меня всё ещё недостаточно ценят, чтобы отправить на Олимпиаду. Это подорвало мою мотивацию играть в следующем Кубке Дэвиса» Он продолжил: «Никто не понимает, насколько я зол на Ассоциацию. За кого я играю в теннис в Кубке Дэвиса? Для себя?»
ITA в конечном итоге встала на сторону Селы, но была отклонена Олимпийским комитетом Израиля. Решение покинуть Селу взбесило ITA, которая немедленно подала апелляцию, но безрезультатно. Директор израильского департамента элитного спорта Гилад Люстиг не сожалел о решении комитетом и частично возложил вину на ITA. «Мы установили критерии после очень долгого процесса, и все различные ассоциации, включая ITA, дали своё одобрение», - заявил он.

## 2008: Отсутствие турниров
В 2008 году газета "Джерузалем пост" сообщила: "Хотя возможности в теннисных центрах Израиля более чем адекватны, большинство людей, занимающихся теннисом здесь, все еще согласны с причиной отсутствия перспектив. И Окун, и Села обвиняли в отсутствии качественных рейтинговых турниров в Израиле... Израильская теннисная ассоциация не вкладывает достаточно денег в проведение домашних турниров, чтобы дать израильтянам возможность играть и выигрывать рейтинговые очки. ...Но если ITA не пересмотрит свою стратегию, Села и Пеэр могут стать последними в нынешнем поколении израильских звёзд тенниса, и Израиль снова опустится в нижние ряды теннисистов»
Израильская газета Haaretz с этим согласилась и призвала к проведению большого теннисного турнира и соревнований более низкого уровня в Израиле. Джанин Штраус, генеральный директор ITC, разделяет эту точку зрения: «Любой, кто хоть что-то понимает в теннисе, знает, что тренировок недостаточно — турниры необходимы».